# Tony Drago
Tony Drago (* 22. září 1965, Valletta, Malta) je bývalý profesionální hráč snookeru a poolu. Pro svou rychlou hru byl přezdíván Tornádo (The Tornado). Za svou snookerovou kariéru vyhrál dva turnaje. Strachan Challenge Event 3 v roce 1993 a Guangzhou Masters 1996. Později se zaměřil na pool, kde byl vítězem World Pool Masters v roce 2003 a na Predator International 10-ball Championship v roce 2008. Byl oblíbeným hráčem snookeru také pro svůj temperament. Je držitelem několika rekordů. Dostal se do Guinnessovy knihy rekordů, když při tréninkovém zápase proti Nicku Manningovi v roce 1995 sestavil maximální náběh 149 bodů.